# Nicole Amrein
Nicole Amrein (* 1970 in Bern) ist eine Schweizer Schriftstellerin, Journalistin und Redakteurin.

## Leben
Nicole Amrein studierte zunächst zwei Semester Medizin und anschliessend Jura, bevor sie eine Ausbildung zur Airhostess absolvierte und sich dem Journalismus zuwandte. Nach ihren Ausbildungen war sie News-Sprecherin bei dem Privatfernsehsender TeleBärn, wo sie auch eine eigene Tiersendung moderierte. Mit dem Roman Die Pfundsfrau schrieb sie ein Buch, das in der Schweiz zum Bestseller wurde. Sie schrieb ausserdem eine Reihe Arztromane mit der Protagonistin Dr. Katja König, Kriminalromane und Unterhaltungsliteratur.
Nicole Amrein lebt in Bern.

## Werke (Auswahl)
- Pfundsfrau. T.O.P. Media, Muri b. Bern, 2001, ISBN 978-3-908168-00-3.
- Dr. Katja König. Gefangen im goldenen Käfig. T.O.P. Media, Muri b. Bern 2001, ISBN 978-3-908168-02-7.
- Biete Alibi für Seitensprung. Piper, München/Zürich 2003, ISBN 978-3-492-26080-0.
- Dr. Katja König. Schöner Schein. Blanvalet, München 2006, ISBN 978-3-442-36574-6.
- Dr. Katja König. Das fremde Herz. Blanvalet, München 2007, ISBN 978-3-442-36576-0.
- Die Mutter des Tenors. Borgi Brauer ermittelt: Im Lenkerhof Gourmet & Spa Resort. WerdVerlag, Thun/Gwatt 2016, ISBN 978-3-03818-132-3.